# Maren Ade

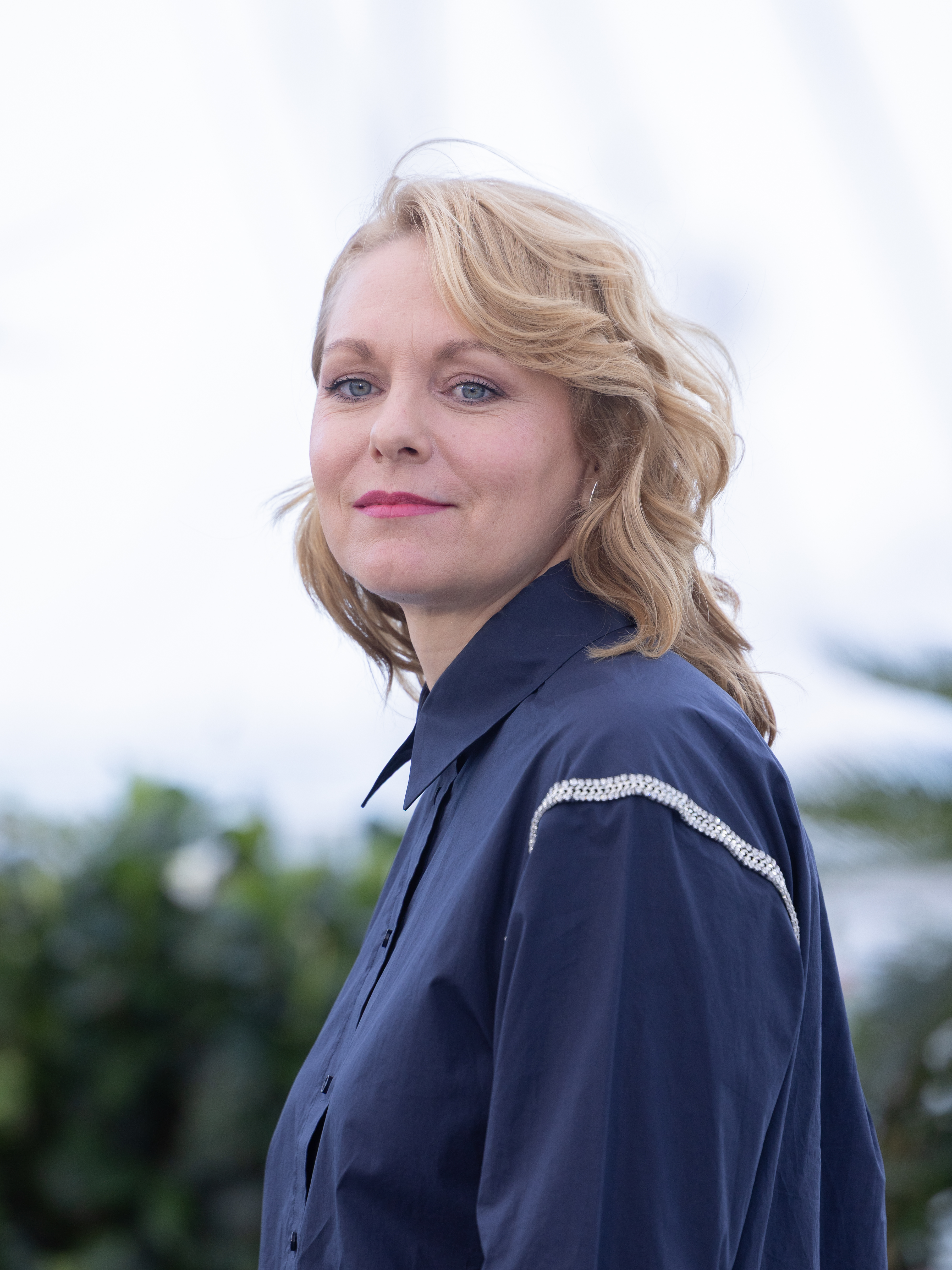
Maren Ade beim Filmfestival von Cannes (2025)

Maren Ade (* 12. Dezember 1976 in Karlsruhe) ist eine deutsche Filmregisseurin, Drehbuchautorin und Filmproduzentin. Für ihren Spielfilm Toni Erdmann gewann sie den Europäischen Filmpreis 2016 und war u. a. für den Oscar und den Golden Globe nominiert. Gemeinsam mit Janine Jackowski und Jonas Dornbach leitet sie die Filmproduktionsfirma Komplizen Film.

## Leben
Maren Ade studierte ab 1998 an der HFF München zunächst Produktion und Medienwirtschaft und später Spielfilmregie.
2001 gründete sie gemeinsam mit Janine Jackowski die Filmproduktionsfirma Komplizen Film, mit der sie 2003 ihren HFF-Abschlussfilm Der Wald vor lauter Bäumen produzierte. Der Film wurde auf einer Vielzahl internationaler Festivals gezeigt und erhielt unter anderem den Spezialpreis der Jury des Sundance Film Festivals 2005. Ihr zweiter Spielfilm Alle anderen hatte seine Uraufführung im Wettbewerb der Internationalen Filmfestspiele Berlin 2009 und wurde dort mit dem Großen Preis der Jury und mit dem Silbernen Bären für Birgit Minichmayr als Beste Darstellerin ausgezeichnet. Alle anderen startete in über achtzehn Ländern im Kino.
Für ihren dritten Spielfilm, die Tragikomödie Toni Erdmann, erhielt Ade 2016 eine Einladung zum Wettbewerb der 69. Internationalen Filmfestspielen von Cannes. Nach sieben Jahren war es der erste deutsche Film, der nominiert wurde. Toni Erdmann erhielt in Cannes fabelhafte Kritiken und wurde mit dem FIPRESCI-Preis ausgezeichnet. Im selben Jahr gewann der Film fünf Europäische Filmpreise und wurde 2017 für den Oscar in der Kategorie Bester fremdsprachiger Film und für den Golden Globe Award nominiert. Ade ist die erste Regisseurin, deren Werk den Europäischen Filmpreis in der Kategorie Bester Film gewann.
2017 wurde Ade in die Wettbewerbsjury der 70. Filmfestspiele von Cannes berufen. Acht Jahre später wurde sie als Juryvorsitzende des Kurzfilmwettbewerbs und der Sektion La Cinef beim Festival 2025 ausgewählt.
Maren Ade produziert neben ihren eigenen Filmen auch Werke anderer Regisseure.
Sie lebt mit dem Regisseur Ulrich Köhler und ihren Kindern in Berlin.

## Filmografie

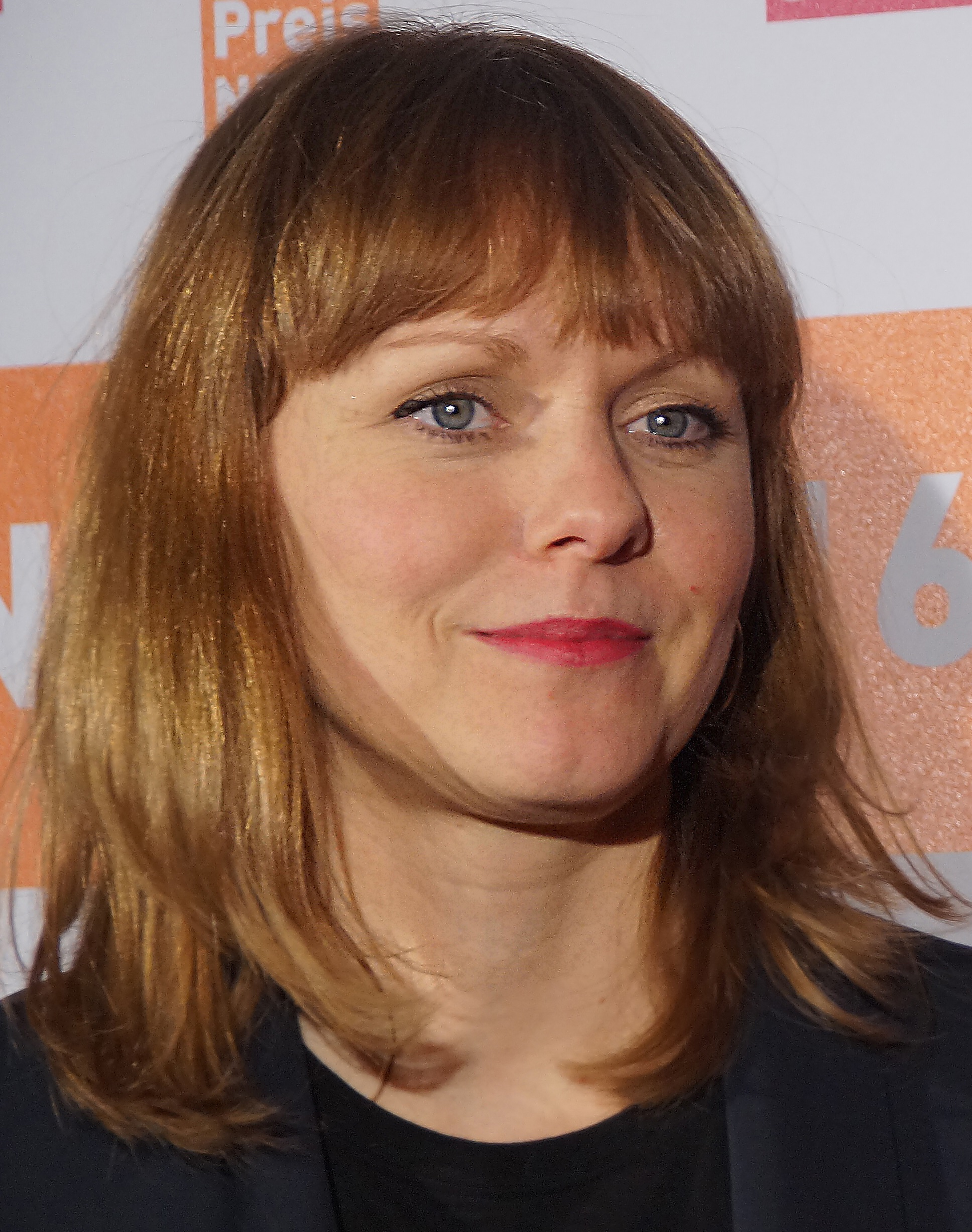
Ade im Jahr 2016

### Regie und Drehbuch
- 2000: Ebene 9 (Kurzfilm)
- 2001: Vegas (Kurzfilm)
- 2003: Der Wald vor lauter Bäumen
- 2009: Alle anderen
- 2016: Toni Erdmann

### Produzentin
- 2002: Karma Cowboy (Spielfilm von Sonja Heiss und Vanessa van Houten, als Produzentin)
- 2006: Hotel Very Welcome (Spielfilm von Sonja Heiss, als Produzentin)
- 2011: Schlafkrankheit (Spielfilm von Ulrich Köhler, als Produzentin)
- 2012: Tabu – Eine Geschichte von Liebe und Schuld (Spielfilm von Miguel Gomes, als Koproduzentin)
- 2012: Die Lebenden (Spielfilm von Barbara Albert, als Koproduzentin)
- 2013: Tanta Agua (Spielfilm von Ana Guevara und Leticia Jorge, als Koproduzentin)
- 2013: Redemption (Kurzfilm von Miguel Gomes, als Koproduzentin)
- 2014: Über-Ich und Du (Spielfilm von Benjamin Heisenberg, als Produzentin)
- 2014: Love Island (Spielfilm von Jasmila Zbanic, als Koproduzentin)
- 2015: Hedi Schneider steckt fest (Spielfilm von Sonja Heiss, als Produzentin)
- 2015: Arabian Nights (Spielfilm von Miguel Gomes, als Koproduzentin)
- 2017: Western (Spielfilm von Valeska Grisebach, als Produzentin)
- 2019: O Beautiful Night
- 2019: Giraffe
- 2020: Exil
- 2022: A E I O U – Das schnelle Alphabet der Liebe
- 2022: Corsage
- 2024: Maria
- 2025: Delicious

## Auszeichnungen
- 2005: Special Jury Award, Sundance Film Festival für Der Wald vor lauter Bäumen
- 2005: Bester Spielfilm – Grand Prize, IndieLisboa – International Independent Film Festival für Der Wald vor lauter Bäumen
- 2005: Bester Film, Nominierung für den Deutschen Filmpreis für Der Wald vor lauter Bäumen
- 2005: Bester Spielfilm, Cine Jove Valencia Film Festival für Der Wald vor lauter Bäumen
- 2009: Silberner Bär – Großer Preis der Jury, Berlinale, für Alle Anderen
- 2010: Nominierungen zum Deutschen Filmpreis in den Kategorien Bester Film und Beste Regie für Alle Anderen
- 2010: Beste Regie und FIPRESCI Critics Award, Buenos Aires Festival of Independent Cinema für Alle Anderen
- 2010: Hauptpreis, Internationales Frauenfilmfestival Dortmund/Köln für Alle Anderen
- 2012: Stipendium für die Künstlerresidenz Villa Aurora,[4] zusammen mit  Ulrich Köhler
- 2014: Kunstpreis Berlin in der Sparte Film und Medienkunst.
- 2015: Preis der DEFA-Stiftung für herausragende Leistungen im deutschen Film für Komplizen Film
- 2016: Herbert-Strate-Preis[5]
- 2016: LUX-Filmpreis des Europäischen Parlaments für Toni Erdmann[6]
- 2016: Hamburger Produzentenpreis für Europäische Kino-Koproduktionen beim Filmfest Hamburg für Scarred Hearts – Vernarbte Herzen
- 2016: Europäischer Filmpreis für Toni Erdmann (Beste Regie, Bestes Drehbuch)
- 2016: Bayerischer Filmpreis für Toni Erdmann (Regie)
- 2017: Independent Spirit Award für Toni Erdmann (Bester internationaler Film)[7]
- 2017: Deutscher Filmpreis für Toni Erdmann (Bester Spielfilm, Bestes Drehbuch, Beste Regie)
- 2018: Deutscher Filmpreis in Bronze für Western (Bester Spielfilm)
- 2019: Locarno Festival – Raimondo Rezzonico Preis[8]